# Nébald György
Nébald György (Budapest, 1956. március 9. –) olimpiai bajnok magyar kardvívó, ügyvéd.

## Sportpályafutása
1970-ben kezdett el vívni a Budapest Honvéd együttesében. Korán megmutatkozott tehetsége, 1976-ban junior világbajnok lett. 1976-ban, húszévesen mutatkozott be a válogatottban. 1977-ben és 1979-ben az universiaden ezüstérmet szerzett. Első jelentős felnőtt sikerét 1978-ban érte el, amikor a kardcsapattal felnőtt világbajnokságot nyert. Ugyanekkor hetedik lett az egyéni versenyben. A következő évben csapatban ötödik, egyéniben helyezetlen volt a vb-n. Az 1980-as olimpián csapatban bronzérmes volt.
Az 1981-es világbajnokságon ismét világbajnok volt csapatban. A foggiai Eb-n egyéniben negyedik volt. A bukaresti Universiadén egyéniben negyedik, csapatban ötödik volt. A következő évben megvédte világbajnoki címét. Az Európa-bajnokságon ismét negyedik volt. 1983-ban vb ezüstérmes volt csapatban. 1984-ben nem vehetett részt az olimpián. A szezonban Moszkvában és Nancyban nyert versenyt, New Yorkban második volt.
1985-ben egyéni világbajnokságot nyert. Csapatban harmadik volt. Első alkalommal nyert egyéni magyar bajnokságot ebben az évben. 1986-ban csapatban volt negyedik a világbajnokságon. A következő évben az egyéni versenyben volt ezüstérmes a vb-n. A csapat hetedik volt. A szöuli olimpián csapatban lett első, egyéniben ötödik volt. A csapatdöntőben sérülése miatt lecserélték.
1989-ben a vb-n csapatban negyedik, egyéniben ötödik volt. 1990-ben újabb egyéni vb aranyérmet szerzett. Csapatban ezüstérmes volt. A következő évben csapatban ért el világbajnoki és Európa bajnoki címet, egyéniben bronzérmes volt mindkét versenyen. Az országos bajnokságon egyéniben első lett. Az 1992-es olimpián csapatban második volt. 1993-ban fejezte be aktív pályafutását. Ötvenötször szerepelt a válogatottban.

## Visszavonulása után
Elvégezte az Eötvös Loránd Tudományegyetem Jogtudományi Karát, ill. szakedzői diplomát szerzett. Ügyvédi szakvizsgájának letétele után praktizálni kezdett. 2000-ben a FIE fegyelmi bizottságának tagja lett (2004-ig). 2001-ben a Sport Állandó Választottbíróság elnökévé választották.
A Magyar Olimpiai Bizottság tagja, 2006-ban a kardvívók szövetségi kapitányává nevezték ki. Posztján 2008-ban megerősítették, de a 2010-es világbajnokság után lemondott róla.
2012-től 2021 ig a Magyar Olimpiai Bajnokok Klubjának elnöke volt.
2017 decemberében a Honvédelmi Sportszövetség elnöke lett. 2018 májusában a szervezet általános alelnöke lett.

## Családja
Nős, felesége Mincza Ildikó olimpiai bronzérmes párbajtőrvívó. Két kislányuk van: Franciska 2006-ban született, Melinda pedig 2009 júliusában jött világra. Bátyja, Nébald Rudolf olimpiai bronzérmes kardvívó, a Fogyatékosok Nemzeti Sportszövetségének elnöke.

## Díjai, elismerései
- Az év magyar vívója (1985, 1987, 1988, 1990)
- A Magyar Népköztársaság csillagrendje (1988)
- Az év magyar csapata választás, második helyezett (1988, 1991)
- Az év magyar férfi sportolója választás, harmadik helyezett (1990)
- Magyar Köztársasági Arany Érdemkereszt (1992)
- Kemény Ferenc-díj (1993)
- Az év magyar vívó szövetségi kapitánya (2010)
- A Magyar Érdemrend lovagkeresztje (2021)[5]